# Famille de Vasselot
Pour les articles homonymes, voir Vasselot et Famille Marquet de Vasselot.
La famille de Vasselot est une famille subsistante de la noblesse française, originaire du Poitou. Elle a formé plusieurs branches dont seule subsiste la branche puinée de Vasselot de Régné.

## Patronyme
Le patronyme Vasselot serait dérivé du terme vassal soit dans le sens féodal de « vassal (féal) d'un suzerain », soit dans le sens du terme vaillant.
Une autre hypothèse étymologique fait dériver Vasselot de vexillarius (en) (porte-étendard).
L'usage de la particule « de » devant le patronyme « Vasselot » s'est généralisé au XIXe siècle[réf. à confirmer].
Depuis 1882, il ne subsiste que la branche de Vasselot de Régné.

## Histoire
La famille de Vasselot, d'ancienne extraction, est originaire du Poitou, où elle était solidement établie (en 1789, elle compte cinq électeurs aux élections des représentants de la noblesse du Poitou).
Régis Valette mentionne l'année 1496 comme date de filiation suivie. Cette date provient de la grande enquête sur la noblesse de 1666.
Par ordonnance du 9 octobre 1666 M. d’Aguesseau déclara Gabriel de Vasselot et son fils Armand « être en possession de titres de noblesse, depuis si longtemps, qu’il n’y a pas moyen de les leur disputer ». La famille de Vasselot fut ensuite plusieurs fois maintenue dans sa noblesse, notamment les 23 et 28 août 1667. Jacques Vasselot, écuyer, seigneur d'Annemarie et du Chasteigner, fut maintenu noble comme écuyer par M. de Richebourg le 30 mars 1715.
François Bluche dans Les honneurs de la Cour indique « Famile connue depuis 1322, preuves de 1341 » et la mention suivante de Nicolas Chérin : « La famille de Vasselot est d'une noblesse simple ».
Henri Beauchet-Filleau et Henri Jougla de Morenas font démarrer la généalogie de la branche aînée en 1360 et celle de la branche subsistante (de Vasselot de Régné) en 1379.
La famille de Vasselot compte plusieurs branches,.
Henri Jougla de Morenas écrit que la famille Vasselot a donné deux grandes lignes dont le point de jonction n’est pas établi et qui sont indiquées chacune comme l'aînée selon les auteurs.
La branche de Vasselot de La Chesnaye et d'Annemarie (éteinte) remonte sa filiation prouvée, selon Chérin, à Guillaume de Vasselot, trouvé en 1360. Elle se divisa en : 
- Vasselot de La Chesnaye du Breuil Milon branche éteinte avec Pauline Vasselot de La Chesnaye (1809-1882), épouse de Charles Ancelin de Saint-Quentin.
- Vasselot d'Annemarie, issue de la branche de La Chesnaye. Cette branche s'est éteinte avec Marguerite Marie de Vasselot (1788-1844), épouse de Eugène, comte de Machault d'Arnouville, seigneur de Thoiry et pair de France.

La branche de Vasselot de Régné, toujours subsistante, remonte sa filiation prouvée, selon les documents du Cabinet des Titres, à Simon Vasselot, varlet, vivant à la fin du XIVe siècle. Elle forma les sous-branches :
- Vasselot de Régné (première branche du nom). Cette branche éteinte au XVe siècle fut la première connue à posséder le fief de Régné à partir de 1403[14].
- Vasselot du Breuil de Prailles, d'où sont issues :
  - Vasselot du Portault, devenue Vasselot de Régné (deuxième du nom), c'est la seule branche subsistante à ce jour.
  - Vasselot des Lineaux, éteinte au début du XVIe siècle.

Armand et Philippe de Vasselot de Régné, dans leur ouvrage Une histoire de famille, donnent pour ancêtre commun aux deux branches Yvon Vasselot mort en 1340.
Le 5 février 1828, Gabriel Vasselot de Régné (1780-1842) épousa sa lointaine cousine Sélima Vasselot de La Chesnaye (1807-1879). Le mariage est doté par leur cousin Marin de Vasselot d'Annemarie (1760-1836), qui leur lègue La Guillotière. Le ménage donna naissance à deux fils et trois filles. L'aîné, Marin Gabriel de Vasselot de Régné (1828-1904) est à l'origine de la branche aînée, dite de Régné, et le plus jeune, Médéric de Vasselot de Régné (1837-1919) de la branche cadette, dite de La Guillotière.

## Personnalités
- Jean Gabriel Charles Auguste de Vasselot de Régné (1780-1842) épouse Eugénie Gabrielle Elisabeth Selima Vasselot de La Chesnaye .
  - Marin Gabriel de Vasselot de Régné (1828-1904) épouse Marie Alodie Eugénie Le Moyne de Sérigny.
    - Yvon de Vasselot de Régné (1860-1948), officier de cavalerie. Il épouse Geneviève Louise Marie de Scitivaux de Greische.
      - Gaston de Vasselot de Régné (1893-1948), colonel de cavalerie. Il épouse Chantal de Cugnac (1891-1982).
        - Odile de Vasselot de Régné (1922-2025), résistante, fondatrice et directrice du lycée Sainte-Marie d'Abidjan

  - Médéric de Vasselot de Régné  (1837-1919), inspecteur des Eaux et Forêts, superintendant des services forestiers du Cap de Bonne-Espérance. Il épouse Jeanne Marie Louise Suzanne Robinet de Plas.
    - Maurice de Vasselot de Régné (1888-1940), général de corps aérien, mort en service commandé

Non rattaché : Joseph Amand de Vasselot d'Annemarie (1762-1796), officier de marine lors de la guerre d'indépendance des États-Unis, combattant vendéen lors de la guerre de Vendée, l'un des derniers vendéens fusillé par les Bleus

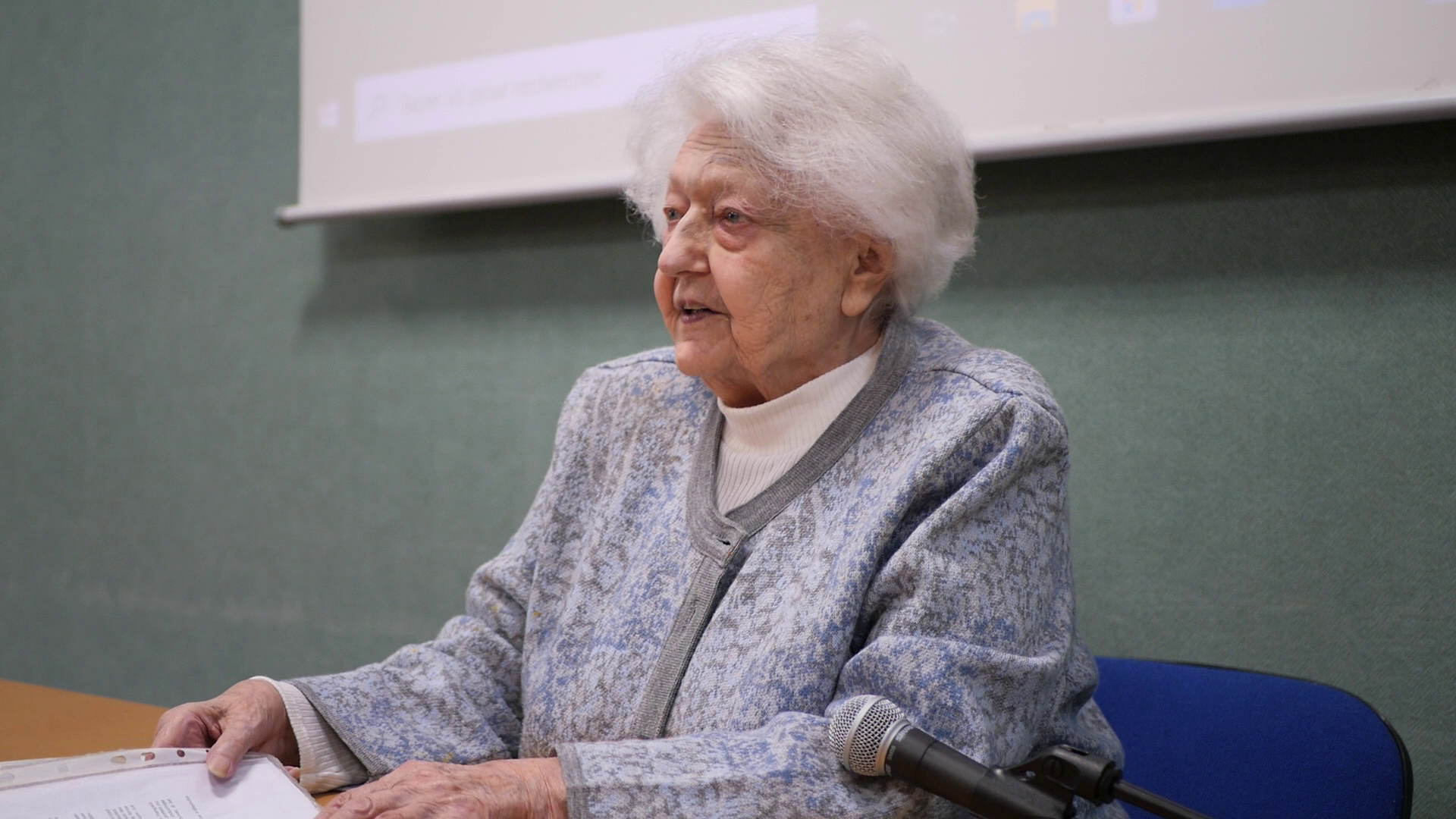
Odile de  Vasselot de Régné (1922)

## Armoiries et devise
- D'azur à trois guidons d'argent, à hampe d'or ferrée d'argent, posés en pal, deux et un[2].
- D'azur à trois guidons d'argent flottant à dextre, la lance d'or ferrée d'argent, posés en pal, deux et un[1].

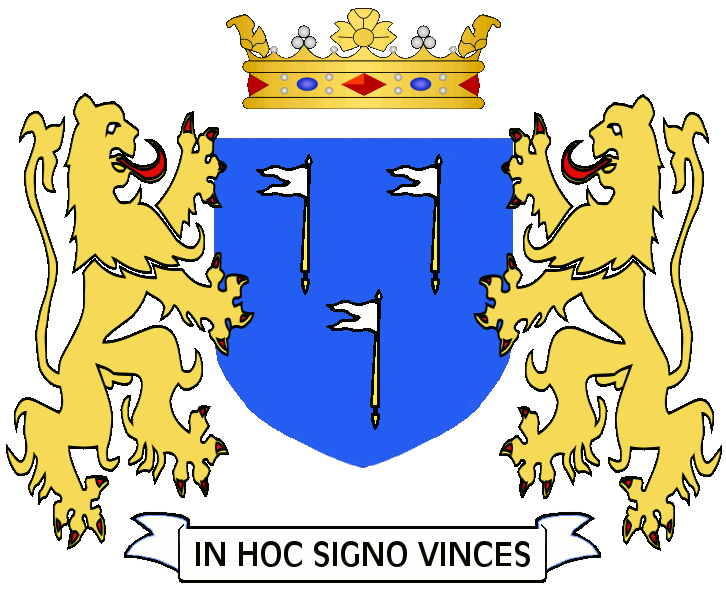
D'azur à trois guidons d'argent flottant à dextre, la lance d'or ferrée d'argent, posés en pal, deux et un.
D'azur à trois guidons d'argent, la lance d'or ferrée d'argent, les guidons sont posés ainsi sur la représentation des armes de la famille Vasselot dans l'église de Londigny.

François-Alexandre Aubert de La Chenaye-Desbois rapporte une tradition familiale, non prouvée, qui veut « qu'avant 1200, un Vasselot quitta ses armes propres et porta en place trois guidons que le Roi lui donna pour preuve d'une valeur reconnue, les ayant enlevés aux ennemis de l’État. ».
La plus ancienne représentation connue de ces armes est un bas-relief sculpté de la nef latérale nord de l'église de Londigny où l'on trouve ces armes associées à celles de la famille de Goulard.
Les anciennes représentations des armes montrent des flammes flottant à dextre. Aux XIXe et XXe siècles, les armes étaient représentées avec des guidons dont les flammes flottent à sénestre.
- Devise : « In hoc signo vinces » « Par ce signe, tu vaincras »[16].

## Titres
- Jacques-René-François-Marie de Vasselot, après avoir épousé en 1755, la fille d’Alexis Petit de la Guierche, dit le marquis de Saint-Mesmin, prit le titre de courtoisie de marquis de Saint-Mesmin « à cause de sa femme »[17].
- Jacques Marie Alexis Vasselot (1758-1828), reçu aux honneurs de la Cour le 27 mars 1789 sous le titre de courtoisie de comte de Vasselot[18].

La famille de Vasselot porte de nos jours des titres de courtoisie de marquis, comte, et vicomte.[réf. nécessaire]

## Alliances
Quelques alliances de la famille de Vasselot de Régné sont : Libault de La Chevasnerie (1916), de Cugnac (1918), de Curel (1941), du Buisson de Courson, de Marcé des Louppes, de Montalembert (1951), de Bonneval (1952), de Kerguiziau de Kervasdoué, Musnier de Pleignes, de Quengo de Tonquédec (1968), Blanchet Magon de La Lande, Gaultier de Saint-Basile, de La Fournière, Huon de Kermadec (1969, 1973), de Lesquen du Plessis-Casso (1969), de Pierre de Bernis-Calvière (1974), Augier de Crémiers (1972), Marcetteau de Brem, de Roquefeuil-Montpeyroux (1985), Henry de Villeneuve (2004), Déchelette (2004), de Sparre (2010), Gaillard de Saint Germain (2017), Roland-Gosselin.

## Postérité
- Rue Vasselot, à Rennes[f]
- Plaque érigée le 20 septembre 1953 au château de Mesnard par le Souvenir Vendéen à la mémoire d'Armand de Vasselot et de ses compagnons
- Monsieur de Vasselot, chanson d'Anne Bernet, 1985[19].